# The Sea Hawk
The Sea Hawk é um filme estadunidense 1940, do gênero aventura, dirigido por Michael Curtiz.
O filme foi baseado no romance Beggars of the Sea (literalmente Mendigos do Mar) do escritor ítalo-estadunidense Rafael Sabatini. Foi substancialmente reescrito para o cinema por Seton I. Miller, roteirista frequente de Howard Hawks, e depois por Howard Koch e Milton Krims.
O filme é considerado por muitos o maior capa e espada de todos os tempos.

## Sinopse
Geoffrey Thorpe, uma adaptação livre de Francis Drake, decide atacar, para a coroa britânica, navios espanhóis carregados de ouro da América. Capturado por eles, Thorpe descobre um plano espanhol para matar Elizabeth I, rainha britânica na ocasião, no século XVI. 
O filme contém uma fala da rainha encorajando os homens livres a não permitirem que o mundo seja dominado por um único império, um único homem. Essa fala também se aplica ao Reino Unido de 1940, então na Segunda Guerra Mundial, contra Hitler e seus aliados.

## Elenco principal
| Errol Flynn      | .... | Capitão Geoffrey Thorpe                |
| Brenda Marshall  | .... | Dona Maria Alvarez de Cordoba          |
| Claude Rains     | .... | Don José Alvarez de Cordoba            |
| Donald Crisp     | .... | Sir John Burleson                      |
| Flora Robson     | .... | Rainha Elizabeth I                     |
| Maurice Costello | .... | Homem carregando lança (não-creditado) |

## Principais prêmios e indicações
Oscar
- Recebeu quatro indicações, nas categorias de melhor direção de arte, melhores efeitos especiais, melhor trilha sonora e melhor mixagem de som.